# Vertrag von Montpellier
Der Vertrag von Montpellier (auch Frieden von Montpellier und Edikt von Montpellier genannt) wurde am 18. Oktober 1622 in Montpellier zwischen König Ludwig XIII. und dem hugenottischen Oberkommandierenden Duc de Rohan abgeschlossen, um der Belagerung von Montpellier und der hugenottischen Rebellion (Bezeichnung Ludwigs XIII.) ein Ende zu setzen.

## Verhandlungen
Sowohl Louis XIII. als auch Rohan waren zu der Meinung gekommen, dass genug französisches Blut vergossen worden war. Marschall Lesdiguières bemühte sich um einen Waffenstillstand zwischen dem König und Rohan, der am 10. Oktober vor Montpellier erschienen war. Der Stadt würde Pardon gewährt, wenn die Bürger (symbolisch vertreten durch die Verhandlungsführer) niederknien und den König um Verzeihung bäten, dass sie Waffen gegen ihn erhoben hatten, außerdem mussten sie eine Geldbuße bezahlen. Das wurde von Montpellier so akzeptiert, der König erklärte das Pardon und die Unterschriften wurden geleistet.

## Vertragsinhalt
Im Tausch gegen das Gouvernement von Poitou erhielt Rohan das von Nîmes und Uzès sowie 600.000 Livre tournois.
Das Edikt von Nantes wurde bestätigt, womit die Konfessionen wieder – bis auf das für die Hugenotten weiter geltende Verbot von Generalversammlungen und Synoden – gleichgestellt waren.
Die Hugenotten behielten Montauban und La Rochelle als gesicherte Plätze, da sie die Befestigungsanlagen ihrer übrigen Städte (z. B. Nîmes und Uzès) zerstören mussten. Für Montpellier selbst wurde zugesagt, dass es weder eine königliche Garnison noch eine Zitadelle erhalte.
La Rochelle wurde die Zerstörung des königlichen Fort Louis zugesagt.

## Übernahme der Stadt
Am 20. Oktober ritt der König in Montpellier ein, barhäuptig und unbewaffnet, allerdings erst nach seinen Karabiner-Kompanien, den Chevaulegers und seiner Gendarmerie, womit bereits ein erster Verstoß gegen den Vertrag vorlag.
Der Marquis de Valençay blieb mit den Regimentern der Picardie, Navarras und der Normandie in der Stadt unter dem Vorwand, den Abriss der neuen Stadtmauern sicherzustellen – ein weiterer Verstoß gegen das Abkommen.
Zwei Jahre später ließ Ludwig XIII. mit dem Bau einer Zitadelle beginnen – der endgültige Bruch des Vertrages.

## Abzug der Armee
Die neuen ausgehobenen Infanterieregimenter wurden entlassen und die Anzahl der von den Provinzgouverneuren unterhaltenen Kavallerie-Kompanien wurde auf 15 reduziert. Der König erweiterte das Maison du Roi um eine Musketier-Kompanie, die aus den rechtschaffensten Gentilshommes bestehen sollte. Bassompierre, der zum Marschall von Frankreich ernannt worden war, führte den Rest der Armee, die den Feldzug ins Languedoc mitgemacht hatte, nach Lyon, um sie auf verschiedene Grenzorte zu verteilen.
Ludwig XIII. kehrte über die Provence und Dauphiné ebenfalls nach Lyon zurück. Unterwegs empfing er in Avignon den Herzog Karl Emanuel I. von Savoyen, der wegen der Inanspruchnahme seines Bündnisses vorsprach, nachdem der Herzog Ferdinando Gonzaga von Mantua neue Ansprüche auf die Markgrafschaft Montferrat erhoben hatte. Am 30. Dezember traf der König in Paris ein.

## Umsetzung des Vertrages
Pierre de La Mothe-Arnaud, genannt Arnaud du Fort, Mestre de camp des Régiment de Champagne, blieb mit seinem Regiment bei La Rochelle stationiert, auch nach dem Abzug von Louis de Bourbon, comte de Soissons und der Auflösung der Aunis-Armee. Der zugesagte Abriss des Fort Louis wurde hinausgezögert und schließlich ganz abgesagt.
1624 wurde Kardinal Richelieu zum neuen leitenden Minister ernannt. Richelieu trat für die vollständige Beseitigung der politischen Sonderrechte der Hugenotten ein und übte dabei einen großen Einfluss auf König Ludwig aus. Ludwig verschärfte seine gegen die Hugenotten gerichtete Politik, was erneut zu Erhebungen führte, die am Ende in der Belagerung von La Rochelle und dessen Kapitulation am 28. Oktober 1628 kulminierten.
Am 28. Juni 1629 erließ Richelieu das Gnadenedikt von Alès. Am 20. August 1629 unterwarf sich Montauban kampflos. Die Hugenotten hatten ihre politische und militärische Macht verloren.